# Pierre-Olivier Lebasteur
Pierre-Olivier Lebasteur, né le 1er septembre 1802 à Laon et mort le 10 août 1871 à Indre (Loire-Atlantique), est un ingénieur du XIXe siècle qui a notamment conçu le canal de la Haute-Seine, de Troyes à Marcilly-sur-Seine (1846). Il a commencé sa carrière sur le chantier du canal latéral à la Loire.

## Biographie
On sait de lui qu'il fait partie de la promotion 1820 de l'école polytechnique.
À partir de l'automne 1840, il reprend la conduite des travaux du canal de la Haute-Seine. Il s'est fait la main  auparavant en travaillant comme ingénieur sur le canal Latéral à la Loire avec l'ingénieur Pierre-Alexandre-Adolphe Jullien avec qui il conçoit en 1830 le pont-canal de la Vouzance qui comprend alors une bâche métallique (fonte) posée sur des piles en maçonnerie.
En 1842, il est ingénieur en chef des ponts et chaussées en poste à Troyes.
En décembre 1845, il fait part en séance de la société d'agriculture de l'Aube d'une notice s'attachant à l'histoire de la navigation de la Haute-Seine et des développements qu'il a pu donner au projet entre 1840 et 1845. 
Il a été un précurseur de l'emploi du métal dans les ponts-canaux avec le pont-canal en fonte de Barberey-Saint-Sulpice, près de Troyes (1846).
En 1864, il collabore en qualité d'inspecteur général des ponts et chaussées à un ouvrage consacré aux irrigations du midi de l'Espagne dont l'auteur est Maurice Aymard.
En 1866, son nom apparaît dans la revue L'Isthme de Suez (no 229 du 15 janvier 1866) au titre de sa fonction de commissaire, aux côtés du sénateur-comte Mallet, chargé de résoudre le différend relatif à la délimitation de l'isthme. 
Vers mai 1868, on le sait à la retraite, rue de Londres à Paris, no 13, dans un acte officiel où il apparaît en qualité de président de la compagnie d'assurances L'Abeille.

## Mémoire
Un rond-point à Troyes porte son nom.

## Famille
Marié à Marie-Charlotte Coste, Lebasteur a au moins un fils né le 7 mai 1842 à Saint-Martin-ès-Vignes, Victor-Henri (1842-1910) ingénieur en chef à la compagnie des chemins de fer de Paris à Lyon et à la Méditerranée.

## Distinctions
- Officier de la Légion d'honneur avant 1866[5]

- Commandeur de la Légion d'honneur avant 1868[6]